# Carlos Alberto Trujillo
Carlos Alberto Trujillo Ampuero (Castro, 20 de diciembre de 1950), es un profesor, escritor, editor y poeta chileno vinculado al movimiento cultural Aumen, del que es referido como uno de sus fundadores junto a Renato Cárdenas en 1975.
Es Profesor de Estado en Castellano por la Universidad de Chile y doctor en Literatura Hispanoamericana por la Universidad de Pensilvania, Estados Unidos. Desde 1990 hasta 2017 se desempeñó como docente de Literatura Hispanoamericana en la Universidad de Villanova, donde fue Director del Programa de Posgrado en Estudios Hispánicos durante tres periodos consecutivos. Allí fundó y dirigió varios talleres literarios, con los cuales publicó revistas y organizó numerosas actividades. El Taller Pinzón 9 funcionó por más de dos décadas, publicó la revista digital de literatura y arte Naufragiosy organizó un gran Encuentro de Internacional de Poetas en Villanova University el año 2010. 
Su obra es incluida por Iván Carrasco dentro de varios poetas que adhieren al discurso etnocultural en la poesía chilena, por lo que se observaría en su trabajo un alto contenido intercultural e interétnico (poesía etnocultural). Además, mientras algunos autores lo catalogan dentro de un grupo de escritores adscritos a la poesía del Sur de Chile, Carrasco —refiriéndose a Los que no vemos debajo del agua (1986)— enmarca su trabajo dentro de la poesía moderna de Chiloé, cuyos representantes utilizan «un léxico intercultural español-chilliche-chono y un alto grado de conciencia de las operaciones poéticas».
Carlos Trujillo ha recibido diversos reconocimientos, entre los que se cuentan el Premio Pablo Neruda 1991 por el conjunto de su trabajo; el Premio Municipal de Arte y Cultura (por la importancia del Taller Literario Aumen en la formación de más de una generación de poetas), Ilustre Municipalidad de Castro, Chile, 1992; el Premio Chiloé de Extensión Cultural, Ilustre Municipalidad de Castro, Chile, 2002 y el Premio a la Trayectoria Poética Pablo Neruda, Fundación Neruda, Santiago, mayo 2017, entre otros. Es Profesor Emérito de Villanova University (EEUU), y Miembro Correspondiente en Chile de la Real Academia Sevillana de Buenas Letras (España).
Se ha dicho sobre su poesía
“Carlos Trujillo es el relojero mágico de una poesía cuyos límites -si los tiene- están más allá de toda frontera y más acá de toda mitificación retórica. Atrae militancias.  Pero, al reconocerlas, las disuelve o, mejor dicho, las recrea, sacándoles a respirar una vitalidad que, en verdad, emerge de islas, canales, ventisqueros, montañas sumergidas. Su propósito: re-entrar en la heroica mitología de una nación improvisada sobre cordilleras que nos miran desde arriba o desde abajo del océano.” (Alegría, Fernando, Poesía Chilena en el Siglo XX).
“En la poesía de Carlos Alberto Trujillo rezuma el aliento del sur, de ese Chiloé que pasó del mito al sórdido imperio de las salmoneras. Sus poemas están impregnados de humor, dolor, ironía, y de manera especial de una reflexión profunda y contemplativa en torno al permanente ejercicio de la escritura. Le debemos además una indesmentible labor como formador de generaciones de escritores y un aporte cardinal a la descentralización de la literatura nacional. (Barrientos, Óscar. Cuaderno, Revista de la Fundación Pablo Neruda, Nº77).
“¿Cómo se presenta a alguien a quien nos gusta llamar "Poeta" a secas? ¿Cómo llamarlo "gran poeta" cuando lo vemos tan cerca, tan entrañable, tan a la mano, tan amigo o tan profesor, tan colega, tan de carne y hueso? ¿Cómo discutir una obra que es a la vez madura y está siempre en plena realización, sorprendiéndonos de continuo con nuevas tentativas de "hallar la luz"?
Conocí a Carlos Trujillo en 1993, en una reunión de NEMLA (North Eastern  Modern Languages Association) en que él estaba a cargo de moderar una mesa de trabajo y en la que yo me atreví a hablar de Huidobro y sus retorceduras del lenguaje. Desde entonces he sabido que el compromiso de Carlos con la poesía es diario, total y para siempre. Y que está afincado en la médula de sus huesos, donde todavía trae algo de sus islas de Chiloé, aunque la palabra sea su única casa.” (Camacho, Aurora, "Hallar la luz.” Presentación de Nada queda atrás, en Filadelfia). 
“Carlos Alberto Trujillo Ampuero (Castro, 1950) es el fundador de la poesía contemporánea de Chiloé, junto a otros escritores y artistas que realizaron una fecunda labor literaria y cultural durante las décadas del 70 y del 80, sobre todo Mario Contreras y el Grupo Chaicura, y escritores más jóvenes a quienes les enseñó el oficio y les abrió un espacio de formación, expresión y esperanza.” (Carrasco Muñoz, Iván, “Poesía Chilena en Chiloé: Carlos Alberto Trujillo”)
“Si bien no hay poeta más profundamente chilote que Carlos Trujillo, se puede decir con igual énfasis que no hay poeta más latinoamericano que Carlos Trujillo. Por ejemplo, una de sus temáticas más profundas y productivas, como la reflexión poético-filosófica en torno a la palabra, se entronca con la de Octavio Paz, sin ser en absoluto derivativa de ella y sin perder su propia originalidad ni su vigor. La activación emocional y lírica de esta temática en torno a la palabra también emparenta su proyecto con el de grandes poetas como César Vallejo; más aún, la forma en que es capaz de conciliar lo íntimo y lo cotidiano con las grandes preguntas colectivas nos hace pensar en un José Emilio Pacheco.
Huelga decir que Carlos Trujillo es un poeta profundamente chileno, en constante diálogo con sus precursores, con su generación y también con sus discípulos de generaciones más jóvenes, varios de los cuales son destacados creadores poéticos gracias a su tutela y apoyo. Ampliando aun más este panorama, no se pueden leer los versos de Lope Sin Pega y su mirada cáustica, acérbica e irónica sin relacionar la obra de Trujillo con la antipoesía y con la tradición satírica peninsular clásica, tal como lo hace, con respecto a esta última, el poeta peruano Carlos Germán Belli. (Castillo Sandoval, Roberto, novelista y académico).
“En el 2004 Milton Rogovin conoce a Carlos Trujillo, el poeta chilote que vive desde hace más de 18 años en Filadelfia. Éste recibe de sus manos un puñado de tales fotografías y decide realizar un trabajo inter-artístico con ellas: a la verdad del mundo de Chiloé, captada por la cámara del fotógrafo norteamericano, a la imagen plástica por él lograda de modo inigualable, Trujillo agregará la de su palabra poética. Este poner en diálogo dos modalidades expresivas autónomas se ha materializado en un libro notable, Nada queda atrás, en que se intercomunican 40 fotografías y un medio centenar de textos líricos. El que le sirve de apertura, plasma en plenitud lo que el lector-espectador va a encontrar en el volumen, cuidadosamente editado por el Museo de Arte Moderno de Chiloé (Santiago, 2007), gracias a las gestiones de su infatigable Director, el arquitecto Edward Rojas: “van la fotografía a la palabra/ y la palabra a la fotografía/ como el cántaro al agua // van y regresan una vez/ y otra. Van y regresan/ repletas siempre// va la palabra a la fotografía/ y se queda frente a ella/ mirándose a los ojos/ en ese espejo de otro tiempo// va la palabra/ va y regresa/ sin quebrarse nunca”. (Coddou, Marcelo, “Nada queda atrás. La verdad de Chiloé en poemas y fotografías).
“¿Por qué cuento y repito lo que cualquier lector podrá leer cuando tenga este libro en sus manos…? Porque cuando uno vuelve a leer, una y otra vez,  cualquier texto en el que se exprese artísticamente un poeta, un narrador, un creador de verdad, verá que tras sus palabras y sus líneas  hay líneas cubiertas por las máscaras, hay textos que nos entregan cada vez más belleza, cada vez más profundidad y también más significados.
Eso es lo que me ha pasado a mí, viejo lector de poesía, que comienzo  por fin a levantar el velo de los significados ocultos a los lectores de ocasión, y acabo descubriendo que –de algún modo que todos hemos ignorado, la poesía de Carlos Trujillo es, a fin de cuentas, absolutamente coherente con la belleza que exige una obra de arte como con el modo de tratar la contingencia y la denuncia, no al modo crudo y panfletario a que nos acostumbró cierta poesía en los 80 sino al modo en que un poeta que se sabe poeta por sobre todas las cosas, debe hacerlo: Con rigor artístico, con contenido ético y universalidad.
Y eso solo lo logran, contadas veces, aquellos que se han comprometido con la palabra que da vida, aunque también nos mata.” (Contreras Vega, Mario, Lee a Raymond Carver y otros poemas, de Carlos Trujillo).
“Carlos Alberto Trujillo, el poeta, el chilote, el académico que juega en su “caballo balancín”, intuye que sin la mirada del pasado es inimaginable soñar la mirada del porvenir, porque, al decir de Rilke, “lo que llega posee tal adelanto sobre lo que pensamos, sobre nuestras intenciones, que jamás podremos alcanzarlos, ni jamás conocer su verdadera apariencia” (cit. en Virilio, 1998: 19). Ese es tal vez uno de los sentidos del enigma que suscita el encuentro de la fotografía y la letra en Nada queda atrás. El pasado aún no ha llegado. El pasado deviene en materia de memoria iluminada para quien es capaz de viajar en su propia mirada. No hay lugar en esta casa para la nostalgia y la parálisis del deseo.” (Faúndez, Edson. “El territorio sin dueño que despierta cada mañana más temprano que la luz. La poesía de Carlos Alberto Trujillo”).
“Mucho más que el fundador de la poesía contemporánea en Chiloé -palabras de Iván Carrasco-, Carlos Trujillo es un caso en que la escritura poética ha conseguido articular desde sus lindes, los nudos que sostienen el sentido de una vida volcada entera y gozosamente -tan sincera y celebratoria en ese gozo- a la literatura. Me sumo entonces con aprecio de lector y amigo, a ese justo homenaje al poeta.” (Formoso, Christian. “Carlos Trujillo. De la isla al mundo”). 
“Los territorios es un libro singular dentro de la poesía de Trujillo, particularmente por el carácter orgánico y programático del mismo. Constituido por un epígrafe del autor introductorio ("El territorio del poeta/ es un pájaro/ anclado en el corazón") y nueve textos predominantemente en prosa, este volumen ensaya posibles definiciones de conceptos abstractos tales como "hombre", "poeta", "esperanza", "palabras", "verdad", "tiempo" y "geografías". El "Territorio de la libertad" también incluido en el volumen se limita a una mera cita de las definiciones de las palabras contenidas en el título, extraídas del Diccionario de la Lengua Española de la RAE, vía por la cual se apunta a su inexistencia, imposibilidad de nombrar o deseo de recuperar su significado fundamental, en el contexto del autoritarismo militar.” (Galindo Villarroel, Óscar, “Notas a Mis Límites de Carlos Alberto Trujillo”).

## Obras

### Poesía
- Las musas desvaídas. Quillota: El Observador, 1977.
- Escrito sobre un balancín. Ancud: Aumen/Fundechi, 1979.
- Los territorios. Auncud: Aumen/Cóndor, 1982.
- Los que no vemos debajo del agua. Santiago: Cambio,1986.
- Mis límites. Antología poética 1974-1983. Santiago: Aumen, 1992.
- La hoja de papel . Santiago: Aumen,1992.
- No se engañe nadie, no. Antología de sonetos y otros poemas de Lope sin Pega. Santiago: Mosquito, 1999)[n 2]
- Todo es prólogo. New Jersey: Ediciones Nuevo Espacio, 2000.
- Palabras. Lima: Alberto Chiri Editor, 2005.
- Nada queda atrás (con fotografías de Milton Rogovin). Santiago: Isla Grande-MAM Chiloé, 2007.
- Texto sobre texto, San José: Colección Casa de Poesía, Editorial Universidad de Costa Rica, 2009.
- Música en la pared. Santiago: Editorial Cuarto Propio, 2010.
- Words. Edición bilingüe traducida al inglés por Joseph Robertson. Villanova: Villanova University, 2010.
- Postales de Filadelfia. Edición bilingüe. Traducido por Brian Yates y Joseph Robertson. New Jersey: Casavaria, 2012.
- Castro 1950, Viña del Mar: Ediciones Altazor, 2018.
- La Palabra y su Perro, Santiago: Mago Editores, 2019
- Grafitis (con collages de Edward Rojas), Santiago: Mago Editores, 2019.
- Lee a Raymond Carver y otros poemas. Santiago: Mago Editores, 2022.

Compilador y editor
- Antología de la Picaresca Chilota. (coeditor junto a Héctor Véliz Pérez-Millán). Ediciones Mentanegra. 2024.
- Reminiscencias y recuerdos docentes. (compilador y editor). Revista de la Agrupación de Profesores Jubilados Maestro Pedro Aguirre Cerda. 2020.
- Poemía. Poetas y narradores actuales de Chiloé. Ediciones Mentanegra, 2018.
- Poesía en Villanova: Antología del festival de poesía 2010 (2010). Compilador junto a Joseph Robertson.
- Antología Aumen, El Eco de la Montaña. Dos décadas de poesía. Valdivia: Ediciones Aumen, 2001.

Libros de investigación
- Castro desde adentro. 34 entrevistas. Ediciones Aumen, 2022.Si no fuera por la lluvia. Milton Rogovin en Chile. Concepción, Chile: Editorial Okeldan, 2013: 298 pp.
- Caguach, la isla de la devoción. Santiago: LAR, 1986. (Coautor).
- Apuntes para un Diccionario de Chiloé, Santiago: Lautaro, 1978. (Coautor)

Antologías que lo incluyen
- Fan, Tongxin (selección y traducción al chino), En el dorso del cielo, Seis poetas latinoamericanos. Shandong Art & Literature, China, 2024.
- Bianchi, Soledad, (selección y estudio preliminar), Entre la lluvia y el arcoiris. Antología de jóvenes poetas chilenos, reedición, Santiago: Usach, 2024.
- Dávila, Arturo (selección y estudio preliminar), La Tinusa, Poetas latinoamericanos in he USA. Ciudad de México: Secretaría de Cultura de México & Aldvs Ediciones, 2016.
- Pieragnolo, Tomaso, Nell’imminenza del giorno. Traduzioni 2007-2013. eBook n. 140, pubblicato da LaRecherche.it Rome, Italy, 2013.  http://www.larecherche.it/public/librolibero/Nell_imminenza_del_giorno_di_Tomaso_Piera gnolo.pdf
- Poetas chilenos en tu memoria. Antología ilustrada para niños y niñas. Santiago: Das Kapital, Ediciones, 2013.
- Caicheo, Sonia (ed.). Ventana al día. Lecturas escogidas. Puerto Montt: América Impresores, 2012.
- Morales, Andrés, ed. Antología Poética de la Generación de los Ochenta. Santiago: Mago Editores, 2010.
- Chiri, Sandro, ed., Para Español Marque 2. Escritores Hispanoparlantes en Filadelfia. New York: The Latino Press, 2010.
- Castro, Cecilia and Rosario Garrido, Lugares poéticos. 49 poetas chilenos eligen 49 lugares de Santiago. Santiago: Foramen Acus Ediciones, 2010.
- García Álvarez, Mario, Palabras de lluvia y sol en el aula.(Sugerencias para el estudio de la poesía del sur de Chile en la sala de clases). Santiago: Ventana abierta, 2009.
- Chihuailaf Nahuelpán, Elicura, ed., Poesía y Prosa Chilena del Siglo XX. Ülkantun Ka Epew Chile Mapu Mew. Tomo I/Kiñe Chillka. Poesía/Úlkantun. Santiago: Pehuén Ediciones, 2009.
- Alegría, Fernando, Poesía Chilena en el Siglo XX, Concepción: Ediciones LAR, 2007.
- Muñoz, Fabián, ed., Antología de la Generación NN. México: Fondo de Cultura Económica, 2007.
- García Villarroel, Patricia, Retratos de Jorge Teillier. Fotografías y testimonios, Santiago: Fondo de Cultura Económica, 2006.
- Contreras, Gonzalo, Poesía chilena desclasificada (1973-1990), Santiago: Étnika Editorial, 2006.
- Antología IV Festival de Poesía de El Salvador 2005. San Salvador: Concultura, 2005.
- Correas, María Eugenia and Sergio Mansilla, eds., Abrazo Austral. Poesía del Sur de Argentina y Chile, Buenos Aires: Instituto Movilizador de Fondos Cooperativos, 1999.
- Pérez, Floridor (ed.), Antología del poema breve en Chile. Santiago: Grijalbo, 1999.
- González Cangas, Yanko, Héroes Civiles & Santos Laicos. Palabra y Periferia: Trece entrevistas a Escritores del Sur de Chile, Ediciones Barba de Palo, Chile, 1999.